# Denekamp-Interstadial
| Glaziale/ Interglaziale | Stadiale/ Interstadiale | Zeitraum (v. Chr.) |
| ----------------------- | ----------------------- | ------------------ |
| Weichsel- Spätglazial   |                         |                    |
| Jüngere Dryaszeit       | 10.730–09.700           |                    |
| Alleröd-Interstadial    | 11.400–10.730           |                    |
| Ältere Dryaszeit        | 11.590–11.400           |                    |
| Bölling-Interstadial    | 11.720–11.590           |                    |
| Älteste Dryaszeit       | 11.850–11.720           |                    |
| Meiendorf-Interstadial  | 12.500–11.850           |                    |
| Weichsel- Hochglazial   |                         |                    |
| Mecklenburg-Phase       | 15.000–13.000           |                    |
| Pommern-Phase           | 18.200–15.000           |                    |
| Lascaux-Interstadial    | 19.000–18.200           |                    |
| Laugerie-Interstadial   | 21.500–20.000           |                    |
| Frankfurt-Phase         | 22.000–20.000           |                    |
| Brandenburg-Phase       | 24.000–22.000           |                    |
| Tursac-Interstadial     | 27.000–25.500           |                    |
| Maisières-Interstadial  | 30.500–29.500           |                    |
| Denekamp-Interstadial   | 34.000–30.500           |                    |
| Huneborg-Stadial        | 39.400–34.000           |                    |
| Hengelo-Interstadial    | 41.300–39.400           |                    |
| Moershoofd-Interstadial | 48.700                  |                    |
| Glinde-Interstadial     | 51.500                  |                    |
| Ebersdorf-Stadial       | 53.500                  |                    |
| Oerel-Interstadial      | 57.700                  |                    |
| Weichsel- Frühglazial   |                         |                    |
| Schalkholz-Stadial      | 60.000                  |                    |
| Odderade-Interstadial   | 74.000                  |                    |
| Rederstall-Stadial      | ?                       |                    |
| Brörup-Interstadial     | ?                       |                    |
| Amersfoort-Interstadial | ?                       |                    |
| Herning-Stadial         | 115.000                 |                    |
| Eem-Warmzeit            |                         |                    |
|                         | 126.000                 |                    |

Das Denekamp-Interstadial ist ein relativ milder Zeitabschnitt vor Einsetzen der Eisvorstöße gegen Ende des Weichsel-Hochglazials. Es überdeckt in etwa den Zeitraum 34.000 bis 30.500 Jahre v. Chr.

## Namensgebung und Begriffsgeschichte
Eine Erstbeschreibung des Denekamp-Interstadials war im Jahre 1967 durch Thomas van der Hammen u. a. vorgenommen worden, die es nach dem in Nähe der deutschen Grenze gelegenen ostniederländischen Ort Denekamp benannt hatten. Als Typusregion fungiert das Dinkeltal.

## Stratigraphie und Korrelationen

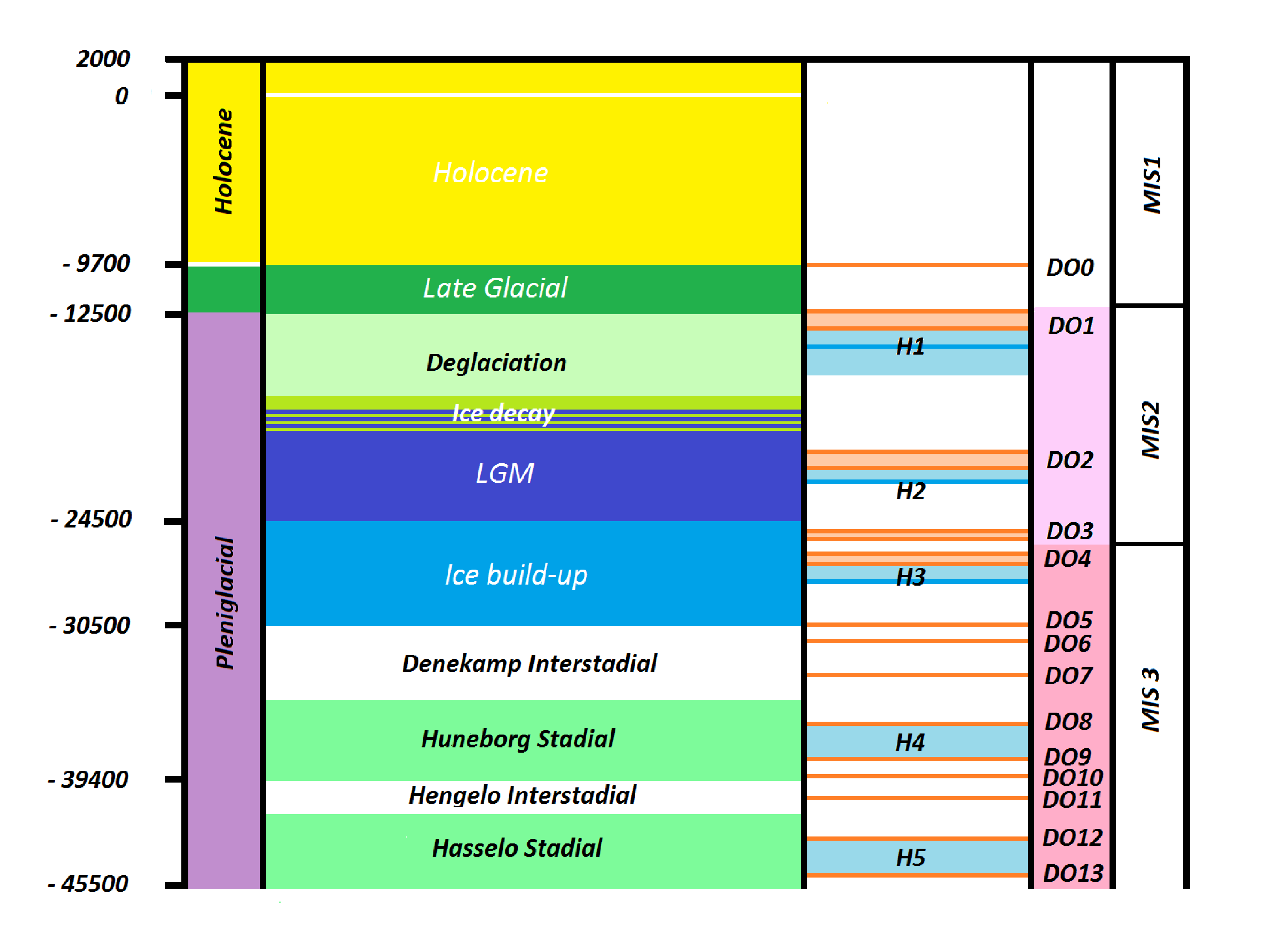
Zeitliche Stellung des Denekamp-Interstadials während der letzten 47.500 Jahre

Das Denekamp-Interstadial folgt auf das dem Hengelo-Interstadial zwischengeschaltete Huneborg-Stadial. Es gehört zum Marinen Isotopenstadium MIS 3 und korreliert mit den Dansgaard-Oeschger-Ereignissen DO6 und DO7. Das DO5 (Maisières-Interstadial) markiert dann den Übergang zur Eisaufbauphase (engl. ice build-up) des Letzteiszeitlichen Maximums.
In der Pollenanalyse entspricht das Denekamp-Interstadial den Pollenstufen XIII und XIV.
Das Denekamp-Interstadial ist kein einheitliches Interstadial und so teilte es van der Hammen (1995) in zwei Interstadiale, Denekamp I und Denekamp II, die mit DO7 und DO6 korrelieren. Denekamp I kann dem Grönland-Interstadial GI-7 und Denekamp II dem GI-6 zugeordnet werden. Diese beiden Interstadiale werden durch einen relativ kurzen Kälterückfall voneinander abgetrennt.
In der Archäologie korreliert Denekamp I mit dem Quinçay-Interstadial und Denekamp II mit dem Arcy-Interstadial bzw. Stillfried B im Donauraum. Im Quinçay-Interstadial (Aurignacien 1) ging das Châtelperronien zu Ende. Das Arcy-Interstadial kann mit dem Aurignacien 2 und Aurignacien 3a gleichgesetzt werden.
Das Denekamp-Interstadial besitzt unterschiedliche regionale Entsprechungen – so ist es in Norwegen als Ålesund-Interstadial, in Dänemark als Sejerø-Interstadial, im Kattegatraum als Sandnes-Interstadial, in Finnland/Russland als Gniew-Interstadial, in Russland als Dunayevo-Interstadial bzw. als Bryansk-Interstadial (mit Paläobodenentwicklung), in Westsibirien als Oberes Karginsky-Interstadial (engl. Karginian interstadial) und in Zentralsibirien als Lipov-Novoselov-Interstadial bekannt. In Nordamerika wird es als Plum Point-Interstadial und im Westküstenbereich als Olympic-Interstadial bezeichnet.

## Geologie
Das Profil an der Typlokalität zeigt eine Schluffmudde in einer oberen Lehmschicht, die in der Umgebung in Torf übergehen kann. Vergleichbare organogene Ablagerungen aus dieser Zeit sind an mehreren Lokalitäten in den Niederlanden nachgewiesen worden. Da diese Profile jedoch pollenanalytisch nicht eindeutig charakterisiert werden können, müssen sie folglich mittels Radiokarbondatierungen korreliert werden. Auch in Nachbarländern werden mittlerweile organische Lagen mit passenden Radiokohlenstoffaltern dem Denekamp-Interstadial zugeschlagen.
So konnte Wolfgang Schirmer (2012) an der Lokalität Schwalbenberg bei Remagen am Mittelrhein ein sehr vollständiges Profil durch den letztglazialen Löss mit Interstadialen entsprechenden Bodenhorizonten aufnehmen. Zwei Cambisole aus der zur Ahrgau Formation gehörenden Sinzig Subformation (Niveaus S 2 und S 3) konnten Denekamp I und Denekamp II zugeordnet werden. Die Datierung ergab für S 2 31.300 v. Chr. und für S 3 30.700 v. Chr.
Noch vollständigere Profile befinden sich in Molodova (Ukraine), im Ostkarpatenlöss bei Mitoc-Malu Galben (Rumänien) und an der sibirischen Lokalität Kurtak.

## Datierung

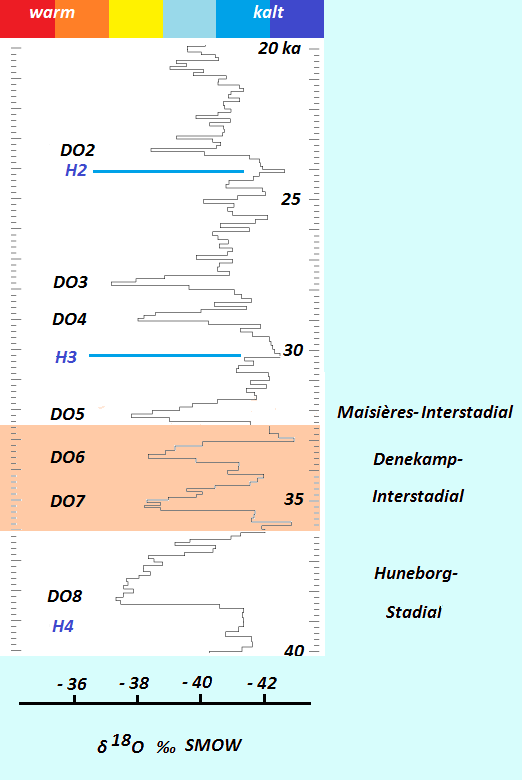
Das Denekamp-Interstadial im Zeitraum 20 bis 40 ka BP

Van der Hammen erhielt in der Typusregion 1971 erste Radiokarbondaten, die ein unkalibriertes Alter von 29.300 ± 300 sowie 30.100 ± 300 Jahren anzeigten. Kalibriert (mit CalPal) entspricht dies bzw. 31.741 ± 366 sowie 32.368 ± 224 v. Chr. Nach weiteren Datierungen anderer Autoren befürwortet der allgemeine Konsens für das Denekamp-Interstadial inzwischen die Zeitspanne 32.000 bis 28.000 Radiokohlenstoffjahre, d. h. kalibriert 34.069 bis 30.524 v. Chr.

### Kritischer Einwand
Die generell stark streuenden Daten organogener Lagen des ausgehenden Weichsel-Hochglazials zeigen in den Niederlanden eine relativ schwache Anhäufung für den Zeitraum des Denekamp-Interstadials. Vandenberghe und van Huissteden (1989) sehen diese Lagen daher nur als lokale Bildungen an, die zweifellos an edaphisch günstigen Stellen abgelagert wurden, jedoch nicht unbedingt auf eine allgemeine Klimaverbesserung rückschließen lassen. Es ist daher fraglich, ob das Denekamp als ausgesprochenes Interstadial angesehen werden kann.

## Umweltparameter
Die Minima der δ18O-Werte, gemessen an den grönländischen Eisbohrkernen GISP 2 und NGRIP, sind während des Denekamp-Interstadials leicht rückläufig, sie verlieren knapp 2 ‰ SMOW. Die überlagernden Warmphasen brachten jedoch Erhöhungen um 5 ‰ SMOW (von −43 ‰ bis −38 ‰ SMOW). Die δ13C-Werte zeigen eine analoge Entwicklung, sie oszillieren mit 2 ‰ VPDB von −7,5 ‰ bis −9,5 ‰ VPDB (Stalagmitendaten aus der nordtürkischen Sofular-Höhle und der französischen Villars-Höhle).

## Klima
Das Marine Isotopenstadium 3 zeigt an benthischen Organismen generell ansteigende (jedoch in Eisbohrkernen abnehmende) δ18O-Werte, d. h. es herrschte während seines Verlaufs ein deutlicher Abkühlungstrend. Dieser Abkühlungstrend wird jedoch von den beiden DO-Warmphasen überlagert, wobei DO7 immerhin eine Erhöhung der Jahrestemperaturen um 6 °C und DO6 etwas über 4 °C bewirkten. Konform mit dem Abkühlungstrend ging ein stetiger Aufbau der Eismassen einher, der von den Warmphasen nur geringfügig beeinflusst wurde. Ausgehend von einem Minimalwert von 3 Milliarden Kubikkilometer zu Beginn des Interstadials wurden gegen dessen Ende zirka 4,3 Milliarden Kubikkilometer erreicht. Dennoch blieben weite Teile Skandinaviens weiterhin eisfrei, wie beispielsweise Dänemark, ganz Finnland sowie das südliche und zentrale Schweden.

## Vegetation
In der norddeutschen Tiefebene wich die Steppe des vorausgehenden Huneborg-Stadials (Stadial XIV (WG)) während des feucht-gemäßigten Denekamp-Interstadials einer Tundra bzw. einer Strauchtundra, erkennbar an Zwergbirkenpollen (Betula nana). Auffallend ist die weite Verbreitung der Sauergrasgewächse (Cyperaceae). Generell zeichnet sich das Denekamp-Interstadial in Zentraleuropa während der Warmphasen durch einen zunehmenden, aber immer noch recht spärlichen Baumbewuchs aus (Kiefern, Birken und Wacholder), durchsetzt mit gelegentlichen thermophilen Taxa wie Hasel, Eichen und Linden. Im Bodenbewuchs herrschten Gräser und Cyperaceen vor mit vereinzelten Wasserpflanzen (Seerosengewächse und Rohrkolbengewächse) sowie seltenen Steppenbewohnern wie Artemisia, Wiesenrauten, Sonnenröschen und Fuchsschwanzgewächse.

## Fauna
Gemäß Markova u. a. (2013) hatten Mammut und Wollnashorn während des Denekamp-Interstadials ihre größte Verbreitung.

## Kulturelle Entwicklung
In Südeuropa war gerade die jungpaläolithische Kulturstufe des Protoaurignacien (zirka 38.000 bis 32.000 v. Chr.) zu Ende gegangen. In Mitteleuropa, Südwestfrankreich, Asturien und Mittelitalien entwickelte sich daran anschließend das Aurignacien ancien (32.000 bis 29.000 v. Chr.). Fundstätten des Aurignaciens sind Willendorf II (Lage 4, datiert mit 32.060 bis 31.700 Radiokohlenstoffjahren, 34.130 bis 33.698 v. Chr.) und Walou 9 bei Liège in Belgien, datiert mit 29.800 bis 27.800 Radiokohlenstoffjahren BP (32.200 bis 30.345 v. Chr.).
In Osteuropa überdauerte das Moustérien im Westen der Krim (Fundstätte Kabazi II und Kabazi V) bis 30.000 Radiokohlenstoffjahre bzw. 32.332 v. Chr. Auch das Micoquien wurde auf der Krim noch bis ins Denekamp-Interstadial angetroffen (Fundstätten Buran-Kaya und Kabazi V - Lage III/1A). Das Szeletien (Östliches Szeletien) reichte in Buran-Kaya III bis zum Beginn des Interstadials vor 34.069 Jahren.
Noch gegen Ende des Denekamp-Interstadials setzte ab etwa 32.000 v. Chr. bereits das Gravettien ein – Fundstätten sind das Geißenklösterle bei Schelklingen, datiert mit 29.220 bis 26.540 Radiokohlenstoffjahren bzw. 31.721 bis 29.367 v. Chr., Willendorf II Lage 5, datiert mit 30.500 Radiokohlenstoffjahren bzw. 32.616 v. Chr., Maisières-Canal bei Mons in Belgien, datiert mit 28.240 bis 27.965 Radiokohlenstoffjahren bzw. 30.700 bis 30.498 v. Chr. sowie La Vigne-Brun bei Roanne in Frankreich.
Die damaligen Menschen, noch miteinander koexistierende Neandertaler und anatomisch moderne Menschen (Homo sapiens), lebten als Jäger und Sammler. Typische Leitformen aus Feuerstein sind Kielkratzer und Dufourlamellen, zur Jagd wurden die Aurignac-Spitzen verwendet. Bezeichnend für diesen Zeitabschnitt ist das erstmalige Auftreten von Kleinkunstwerken aus Mammut-Elfenbein (z. B. Frauenstatuetten), Musikinstrumenten (Knochenflöten, Hohlefels 33000 v. Chr.) und Höhlenmalereien (Chauvet-Höhle 31000 bis 30000 v. Chr.).